# كلاسيكا جيان بارايسو إنتيريور 2025
كلاسيكا جيان بارايسو إنتيريور 2025 (بالإسبانية: Clásica Jaén Paraíso Interior 2025)‏ هو سباق دراجات هوائية من فئة  1.1، وهو الموسم الرابع من كلاسيكا جيان بارايسو إنتيريور ‏، وأقيم في 17 فبراير 2025 ضمن سباقات طواف أوروبا للدراجات 2025.
فاز بالمركز الأول ميكال كوياتكووسكي، وحلَّ في المركز الثاني إسحاق ديل تورو ‏، بينما جاء Ibon Ruiz ‏ في المركز الثالث.

## الفرق
| فرق عالمية (5)- Movistar Team - Ineos Grenadiers - UAE Team Emirates XRG - Team Visma \| Lease a Bike - Decathlon AG2R La Mondiale Team فرق برو (6)- برجس بي إتش ‏ - كاجا رورال-سيغوروس 2025 ‏ - أوسكالتيل أوسكادي 2025 ‏ - سبورت فلاندرين بالويس ‏ - فريق الدراجات Q36.5 ‏ - Equipo Kern Pharma ‏ فريق قاري- Illes Balears Arabay Cycling ‏ فريق وطني- فريق إسبانيا لركوب الدراجات للرجال ‏ |  |
| |  |

## المشاركون
| Movistar Team MOV                 | Movistar Team MOV  | Movistar Team MOV |
| --------------------------------- | ------------------ | ----------------- |
| م                                 | عداء               | مرتبة             |
| 1                                 | Jon Barrenetxea ‏   | 21                |
| 2                                 | Carlos Canal ‏      | 8                 |
| 3                                 | إيفان غارسيا       | لم يكمل السباق    |
| 4                                 | Mathias Norsgaard ‏ | لم يبدأ           |
| 5                                 | Lorenzo Milesi ‏    | 16                |
| 6                                 | غونزالو سيرانو     | 46                |
| 7                                 | غريغور مولبرغر     | 44                |
| مدير الرياضة: خوسيه فيسنتي غارسيا |                    |                   |

| Ineos Grenadiers IGD      | Ineos Grenadiers IGD | Ineos Grenadiers IGD |
| ------------------------- | -------------------- | -------------------- |
| م                         | عداء                 | مرتبة                |
| 11                        | إيغان بيرنال (طريق)  | لم يكمل السباق       |
| 12                        | عمر فريل             | 34                   |
| 13                        | ميكال كوياتكووسكي    | 1                    |
| 14                        | بن تورنر             | 11                   |
| 15                        | Axel Laurance ‏       | 5                    |
| 16                        | أوسكار رودريغيز      | لم يكمل السباق       |
| 17                        | كونور سويفت          | 29                   |
| مدير الرياضة: زاك ديمبستر |                      |                      |

| UAE Team Emirates XRG UAD | UAE Team Emirates XRG UAD | UAE Team Emirates XRG UAD |
| ------------------------- | ------------------------- | ------------------------- |
| م                         | عداء                      | مرتبة                     |
| 21                        | Igor Arrieta ‏             | 14                        |
| 22                        | SVK                       | 15                        |
| 23                        | إسحاق ديل تورو ‏           | 2                         |
| 24                        | براندون ماكنولتي          | 12                        |
| 25                        | Adrià Pericas ‏            | 32                        |
| 26                        | مارك سولير                | 48                        |
| 27                        | تيم فيلانز                | 10                        |

| Team Visma \| Lease a Bike TVL | Team Visma \| Lease a Bike TVL | Team Visma \| Lease a Bike TVL |
| ------------------------------ | ------------------------------ | ------------------------------ |
| م                              | عداء                           | مرتبة                          |
| 31                             | فاوت فان آرت                   | 39                             |
| 32                             | Loe van Belle ‏                 | 51                             |
| 33                             | تيسج بنوت                      | 23                             |
| 34                             | سيب كوس                        | 40                             |
| 35                             | Ben Tulett ‏                    | 9                              |
| 36                             | Menno Huising ‏                 | 63                             |
| 37                             | Tijmen Graat ‏                  | 59                             |
| مدير الرياضة: فرانس ماسين      |                                |                                |

| برجس بي إتش ‏ BBH             | برجس بي إتش ‏ BBH          | برجس بي إتش ‏ BBH |
| ---------------------------- | ------------------------- | ---------------- |
| م                            | عداء                      | مرتبة            |
| 41                           | خوسيه مانويل دياز         | 19               |
| 42                           | George Jackson (cyclist) ‏ | 68               |
| 43                           | Eric Fagúndez ‏            | 6                |
| 44                           | ESP                       | 53               |
| 45                           | Clément Alleno ‏           | 24               |
| 46                           | Josh Burnett ‏             | 36               |
| 47                           | Ángel Fuentes ‏            | لم يكمل السباق   |
| مدير الرياضة: Damien Garcia ‏ |                           |                  |

| كاجا رورال-سيغوروس ‏ CJR       | كاجا رورال-سيغوروس ‏ CJR | كاجا رورال-سيغوروس ‏ CJR |
| ----------------------------- | ----------------------- | ----------------------- |
| م                             | عداء                    | مرتبة                   |
| 51                            | Julen Arriola-Bengoa ‏   | 38                      |
| 52                            | Fernando Barceló ‏       | 20                      |
| 53                            | Joseba López ‏           | 31                      |
| 54                            | Alex Molenaar ‏          | 17                      |
| 55                            | Joel Nicolau ‏           | 18                      |
| 56                            | إدوارد براديس           | 22                      |
| 57                            | Guillermo Thomas Silva ‏ | لم يكمل السباق          |
| مدير الرياضة: روبين مارتينيز ‏ |                         |                         |

| أوسكالتيل أوسكادي ‏ EUS   | أوسكالتيل أوسكادي ‏ EUS | أوسكالتيل أوسكادي ‏ EUS |
| ------------------------ | ---------------------- | ---------------------- |
| م                        | عداء                   | مرتبة                  |
| 61                       | ESP                    | لم يكمل السباق         |
| 62                       | Xabier Berasategi ‏     | لم يكمل السباق         |
| 63                       | Gotzon Martín ‏         | 47                     |
| 64                       | Louis Sutton ‏          | 57                     |
| 65                       | Unai Zubeldia ‏         | 67                     |
| 66                       | Paul Hennequin ‏        | لم يكمل السباق         |
| 67                       | Iker Mintegi ‏          | 66                     |
| مدير الرياضة: روبن بيريز |                        |                        |

| سبورت فلاندرين بالويس ‏ TFB                  | سبورت فلاندرين بالويس ‏ TFB | سبورت فلاندرين بالويس ‏ TFB |
| ------------------------------------------- | -------------------------- | -------------------------- |
| م                                           | عداء                       | مرتبة                      |
| 71                                          | أليكس كولمان ‏              | 33                         |
| 72                                          | Brem Deman ‏                | 37                         |
| 73                                          | Siebe Deweirdt ‏            | 55                         |
| 74                                          | Vince Gerits ‏              | 65                         |
| 75                                          | Yentl Vandevelde ‏          | 61                         |
| 76                                          | Ward Vanhoof ‏              | 62                         |
| 77                                          | Victor Vercouillie ‏        | 64                         |
| مدير الرياضة: هانز دي كليرك, Andy Missotten‏ |                            |                            |

| Illes Balears Arabay Cycling ‏ IBA | Illes Balears Arabay Cycling ‏ IBA | Illes Balears Arabay Cycling ‏ IBA |
| --------------------------------- | --------------------------------- | --------------------------------- |
| م                                 | عداء                              | مرتبة                             |
| 81                                | ESP                               | لم يكمل السباق                    |
| 82                                | ESP                               | 43                                |
| 83                                | ESP                               | 60                                |
| 84                                | José María García ‏                | 30                                |
| 85                                | Unai Esparza ‏                     | 58                                |
| 86                                | ESP                               | لم يكمل السباق                    |
| 87                                | ESP                               | 27                                |
| مدير الرياضة: دانيال نافارو       |                                   |                                   |

| Movistar Team MOV                 | Movistar Team MOV  | Movistar Team MOV |
| --------------------------------- | ------------------ | ----------------- |
| م                                 | عداء               | مرتبة             |
| 1                                 | Jon Barrenetxea ‏   | 21                |
| 2                                 | Carlos Canal ‏      | 8                 |
| 3                                 | إيفان غارسيا       | لم يكمل السباق    |
| 4                                 | Mathias Norsgaard ‏ | لم يبدأ           |
| 5                                 | Lorenzo Milesi ‏    | 16                |
| 6                                 | غونزالو سيرانو     | 46                |
| 7                                 | غريغور مولبرغر     | 44                |
| مدير الرياضة: خوسيه فيسنتي غارسيا |                    |                   |

| Ineos Grenadiers IGD      | Ineos Grenadiers IGD | Ineos Grenadiers IGD |
| ------------------------- | -------------------- | -------------------- |
| م                         | عداء                 | مرتبة                |
| 11                        | إيغان بيرنال (طريق)  | لم يكمل السباق       |
| 12                        | عمر فريل             | 34                   |
| 13                        | ميكال كوياتكووسكي    | 1                    |
| 14                        | بن تورنر             | 11                   |
| 15                        | Axel Laurance ‏       | 5                    |
| 16                        | أوسكار رودريغيز      | لم يكمل السباق       |
| 17                        | كونور سويفت          | 29                   |
| مدير الرياضة: زاك ديمبستر |                      |                      |

| UAE Team Emirates XRG UAD | UAE Team Emirates XRG UAD | UAE Team Emirates XRG UAD |
| ------------------------- | ------------------------- | ------------------------- |
| م                         | عداء                      | مرتبة                     |
| 21                        | Igor Arrieta ‏             | 14                        |
| 22                        | SVK                       | 15                        |
| 23                        | إسحاق ديل تورو ‏           | 2                         |
| 24                        | براندون ماكنولتي          | 12                        |
| 25                        | Adrià Pericas ‏            | 32                        |
| 26                        | مارك سولير                | 48                        |
| 27                        | تيم فيلانز                | 10                        |

| Team Visma \| Lease a Bike TVL | Team Visma \| Lease a Bike TVL | Team Visma \| Lease a Bike TVL |
| ------------------------------ | ------------------------------ | ------------------------------ |
| م                              | عداء                           | مرتبة                          |
| 31                             | فاوت فان آرت                   | 39                             |
| 32                             | Loe van Belle ‏                 | 51                             |
| 33                             | تيسج بنوت                      | 23                             |
| 34                             | سيب كوس                        | 40                             |
| 35                             | Ben Tulett ‏                    | 9                              |
| 36                             | Menno Huising ‏                 | 63                             |
| 37                             | Tijmen Graat ‏                  | 59                             |
| مدير الرياضة: فرانس ماسين      |                                |                                |

| برجس بي إتش ‏ BBH             | برجس بي إتش ‏ BBH          | برجس بي إتش ‏ BBH |
| ---------------------------- | ------------------------- | ---------------- |
| م                            | عداء                      | مرتبة            |
| 41                           | خوسيه مانويل دياز         | 19               |
| 42                           | George Jackson (cyclist) ‏ | 68               |
| 43                           | Eric Fagúndez ‏            | 6                |
| 44                           | ESP                       | 53               |
| 45                           | Clément Alleno ‏           | 24               |
| 46                           | Josh Burnett ‏             | 36               |
| 47                           | Ángel Fuentes ‏            | لم يكمل السباق   |
| مدير الرياضة: Damien Garcia ‏ |                           |                  |

| كاجا رورال-سيغوروس ‏ CJR       | كاجا رورال-سيغوروس ‏ CJR | كاجا رورال-سيغوروس ‏ CJR |
| ----------------------------- | ----------------------- | ----------------------- |
| م                             | عداء                    | مرتبة                   |
| 51                            | Julen Arriola-Bengoa ‏   | 38                      |
| 52                            | Fernando Barceló ‏       | 20                      |
| 53                            | Joseba López ‏           | 31                      |
| 54                            | Alex Molenaar ‏          | 17                      |
| 55                            | Joel Nicolau ‏           | 18                      |
| 56                            | إدوارد براديس           | 22                      |
| 57                            | Guillermo Thomas Silva ‏ | لم يكمل السباق          |
| مدير الرياضة: روبين مارتينيز ‏ |                         |                         |

| أوسكالتيل أوسكادي ‏ EUS   | أوسكالتيل أوسكادي ‏ EUS | أوسكالتيل أوسكادي ‏ EUS |
| ------------------------ | ---------------------- | ---------------------- |
| م                        | عداء                   | مرتبة                  |
| 61                       | ESP                    | لم يكمل السباق         |
| 62                       | Xabier Berasategi ‏     | لم يكمل السباق         |
| 63                       | Gotzon Martín ‏         | 47                     |
| 64                       | Louis Sutton ‏          | 57                     |
| 65                       | Unai Zubeldia ‏         | 67                     |
| 66                       | Paul Hennequin ‏        | لم يكمل السباق         |
| 67                       | Iker Mintegi ‏          | 66                     |
| مدير الرياضة: روبن بيريز |                        |                        |

| سبورت فلاندرين بالويس ‏ TFB                  | سبورت فلاندرين بالويس ‏ TFB | سبورت فلاندرين بالويس ‏ TFB |
| ------------------------------------------- | -------------------------- | -------------------------- |
| م                                           | عداء                       | مرتبة                      |
| 71                                          | أليكس كولمان ‏              | 33                         |
| 72                                          | Brem Deman ‏                | 37                         |
| 73                                          | Siebe Deweirdt ‏            | 55                         |
| 74                                          | Vince Gerits ‏              | 65                         |
| 75                                          | Yentl Vandevelde ‏          | 61                         |
| 76                                          | Ward Vanhoof ‏              | 62                         |
| 77                                          | Victor Vercouillie ‏        | 64                         |
| مدير الرياضة: هانز دي كليرك, Andy Missotten‏ |                            |                            |

| Illes Balears Arabay Cycling ‏ IBA | Illes Balears Arabay Cycling ‏ IBA | Illes Balears Arabay Cycling ‏ IBA |
| --------------------------------- | --------------------------------- | --------------------------------- |
| م                                 | عداء                              | مرتبة                             |
| 81                                | ESP                               | لم يكمل السباق                    |
| 82                                | ESP                               | 43                                |
| 83                                | ESP                               | 60                                |
| 84                                | José María García ‏                | 30                                |
| 85                                | Unai Esparza ‏                     | 58                                |
| 86                                | ESP                               | لم يكمل السباق                    |
| 87                                | ESP                               | 27                                |
| مدير الرياضة: دانيال نافارو       |                                   |                                   |

## التصنيف العام النهائي
| التصنيف العام         | التصنيف العام     | التصنيف العام              | التصنيف العام | التصنيف العام |
| العداء                | العداء            | الفريق                     | الوقت         |               |
| --------------------- | ----------------- | -------------------------- | ------------- | ------------- |
| 1                     | ميكال كوياتكووسكي | فريق إنيوس                 | 4 س 00 د 25 ث |               |
| 2                     | إسحاق ديل تورو ‏   | فريق الإمارات              | + 31 ث        |               |
| 3                     | Ibon Ruiz ‏        | Equipo Kern Pharma ‏        | + 46 ث        |               |
| 4                     | Jordan Labrosse ‏  | أيه إل أم                  | + 1 د 53 ث    |               |
| 5                     | Axel Laurance ‏    | فريق إنيوس                 | + 1 د 53 ث    |               |
| 6                     | Eric Fagúndez ‏    | برجس بي إتش ‏               | + 1 د 57 ث    |               |
| 7                     | Clément Berthet ‏  | أيه إل أم                  | + 1 د 57 ث    |               |
| 8                     | Carlos Canal ‏     | موفيستار                   | + 1 د 57 ث    |               |
| 9                     | Ben Tulett ‏       | Team Visma \| Lease a Bike | + 1 د 59 ث    |               |
| 10                    | تيم فيلانز        | فريق الإمارات              | + 2 د 00 ث    |               |
|                       |                   |                            |               |               |
| مصدر: ProCyclingStats |                   |                            |               |               |

## وصلات خارجية
- لمحة عن سباق كلاسيكا جيان بارايسو إنتيريور 2025 على موقع  ProCyclingStats   (برو  سايكلنج  ستاتس) - إحصاءات  محترفي  الدراجات.
- كلاسيكا جيان بارايسو إنتيريور 2025 على موقع إحصائيات الدراجات الإحترافية (الإنجليزية)